# Protiva z Doubravice
Protiva z Doubravice (někdy uváděn jako Protiven ze Zábřeha) byl moravský šlechtic, který byl stejného erbu, jako páni z Vildenberka. 
Původ a historie tohoto pána jsou nejasné. Zatímco někteří historici se domnívají, že se jedná o předka zakladatele rodu z Vildenberka Půty z Vildenberka, jiní soudí, že tento šlechtic zemřel bezdětný. Stejně není zcela jasné, kterou Doubravici Protiva vlastnil, zda Doubravici nad Svitavou, Doubravici u Moravičan, či nejspíše obě dvě. 
Poprvé se Protiva uvádí roku 1275, kdy byl zeměpanským správcem královského hradu v severomoravském Zábřehu. V roce 1278 svěřuje fojtství v Šilperku (Štíty) se zdejším hradem fojtovi Eberhardovi v tzv. "Protivenovu privilegiu". Jako svědek se uvádí v roce 1293. V této době patrně nechal postavit hrad v Doubravici. 30. září 1297 Protiva z Doubravice zčásti prodal a zčásti daroval blíže neurčené statky, získané od krále a ležící po obou březích řeky Bečvy,  templářskému mistru Ekkovi. Na této listině mj. svědčili i Zdeslav a Albrecht ze Šternberka.
Protiva patřil k významné šlechtě, roku 1305 zastával úřad moravského zemského číšnika. Naposledy se Protiva z Doubravice uvádí roku 1308.